# Plebiscyt Przeglądu Sportowego 2004
70. Plebiscyt Przeglądu Sportowego na najlepszego sportowca Polski zorganizowano w 2004 roku.

## Wyniki
| Lp. | Kandydat                       | Dyscyplina sportu    | Klub sportowy                                     | Osiągnięcia w 2004                                                                | Liczba głosów |
| --- | ------------------------------ | -------------------- | ------------------------------------------------- | --------------------------------------------------------------------------------- | ------------- |
| 1.  | Otylia Jędrzejczak             | pływanie             | AZS-AWF Warszawa                                  | złoto i 2 srebra na IO 2004 Ateny                                                 | 1 655 418 pkt |
| 2.  | Robert Korzeniowski            | chód sportowy        | Tourcoing                                         | złoto na IO 2004 Ateny                                                            | 1 282 958     |
| 3.  | Robert Sycz i Tomasz Kucharski | wioślarstwo          | Bydgostia Bydgoszcz i AZS-AWF Gorzów Wielkopolski | złoto na IO 2004 Ateny                                                            | 969 994       |
| 4.  | Sylwia Gruchała                | szermierka           | AZS-AWFiS Gdańsk                                  | brąz na IO 2004 Ateny                                                             | 734 498       |
| 5.  | Adam Małysz                    | skoki narciarskie    | KS Wisła Ustronianka                              | 12. miejsce w klasyfikacji generalnej Pucharu Świata zwycięstwo w LGP 2004        | 573 863       |
| 6.  | Anna Rogowska                  | skok o tyczce        | SKLA Sopot                                        | brąz na IO 2004 Ateny                                                             | 553 195       |
| 7.  | Agata Wróbel                   | podnoszenie ciężarów | -                                                 | brąz na IO 2004 Ateny i złoto na Mistrzostwach Europy w podnoszeniu ciężarów 2004 | 545 137       |
| 8.  | Mateusz Kusznierewicz          | żeglarstwo           | -                                                 | brąz IO 2004 Ateny i złoto na Mistrzostwach Europy w żeglarstwie                  | 447 542       |
| 9.  | Jacek Krzynówek                | piłka nożna          | 1. FC Nürnberg i Bayer 04 Leverkusen              | najlepszy polski piłkarz tygodnika Piłka Nożna w 2004                             | 439 448       |
| 10. | Tomasz Sikora                  | biathlon             | NKS Dynamit Chorzów                               | srebro na Mistrzostwach Świata w biathlonie                                       | 223 042       |

- Najlepszy Niepełnosprawny Sportowiec Roku: Tomasz Blatkiewicz
- Najlepszy Trener Roku: Paweł Słomiński
- Najlepsza Impreza Roku: Tour de Pologne
- Najlepsza Polska Drużyna Roku: nie przyznano